# Piotr Fiódorov
y 
Piotr Petróvich Fiódorov (en ruso: Пётр Петрович Фёдоров) es un actor ruso, más conocido por haber dado vida a Gromov en la película Stalingrad.

## Biografía
Es hijo del actor y presentador ruso Piotr Fiódorov. 
Su tío es el actor ruso Aleksandr Zbruyev y su abuelo el actor ruso Yevgueni Fiódorov.

## Carrera
En el 2005 interpretó a un oficial del departamento de investigación criminal en la película Muzhskoy sezon. Barkhatnaya revolyutsiya. 
En el 2011 apareció en la película The Darkest Hour donde dio vida a Antón Batkin.
En el 2013 se unió al elenco principal de la película Stalingrad donde dio vida al comandante Gromov, el jefe del equipo de soldados. Gromov muere junto a sus soldados después al luchar contra el enemigo.
En 2016 se unió al elenco de la película rusa The Icebreaker (también conocida como "Ledokol") donde interpretó al capitán Andréi Petrov.

## Filmografía

### Películas
| Año  | Título                      | Personaje                   | Notas |
| ---- | --------------------------- | --------------------------- | --- |
| 2020 | Sputnik                     | Konstantin Veshnyakov       | junto a Oksana Akínshina, Fiódor Bondarchuk, Anton Vasiliev y Aleksey Demidov                             |
| 2016 | Eyo zvali Mumu              | -                           | junto a Elena Koreneva, Efim Shifrin, Olga Lapshina y Igor Vorobyov                                       |
| 2016 | The Icebreaker              | Andrei Petrov               | junto a Sergey Puskepalis, Aleksandr Pal, Vitaliy Khaev y Aleksey Barabash                                |
| 2016 | The Duelist (Duelyant)      | Oficial Yakovlev / Kolyshev | junto a Martin Wuttke, Yuri Kolokolnikov, Vladimir Mashkov, Sergey Garmash y Franziska Petri              |
| 2015 | Ierey-san. Ispoved samuraya | Eryomin                     | junto a Oleg Almazov, Nikita Efremov, Alina Babak, Oleg Bilikm Lyudmila Chursina y Darya Ekamasova        |
| 2013 | Stalingrad                  | Comandante Gromov           | junto a Mariya Smolnikova, Yanina Studilina, Thomas Kretschmann, Sergey Bondarchuk y Dmitriy Lysenkov     |
| 2011 | The Darkest Hour            | Anton Batkin                | junto a Emile Hirsch, Olivia Thirlby, Max Minghella, Rachael Taylor, Joel Kinnaman y Veronika Vernadskaya |
| 2009 | Obitaemyy ostrov            | Guy Gaal                    | junto a Yuliya Snigir, Sergey Garmash, Maksim Sukhanov, Fedor Bondarchuk y Aleksey Serebryakov            |
| 2013 | Stalingrado                 | Gromov                      | Yanina Studilina, Dmitri Lysenkov, Alekséi Barabash, Andréi Smoliakov y Thomas Kretschmann                |
| 2019 | The Blackout                |                             | junto a Alekséi Chádov, Lukerya Ilyashenko, Svetlana Ivanova y Konstantin Lavronenko                      |

### Series de televisión
| Año  | Serie                          | Personaje       | Notas                                  |
| ---- | ------------------------------ | --------------- | -------------------------------------- |
| 2017 | The Departed (Gorod)           | Rodion Stotskiy | -                                      |
| 2017 | Angel's Heart (Serdtse Angela) | Slavik Ilinskiy | -                                      |
| 2017 | You All Infuriate Me           | Kirill          | -                                      |
| 2014 | Posledniy boy                  | Andrei          | episodio "Partbilet Vedmy" - miniserie |
| 2014 | Voyna i mifi                   | -               | -                                      |
| 2012 | Odessa-mama                    | -               | -                                      |
| 2011 | Okhotniki za brilliantami      | -               | -                                      |
| 2006 | Klub                           | Danilla         | -                                      |
| 2006 | Vzyat Tarantinu                | Maks Bogushev   | miniserie                              |

### Productor y escritor
| Año  | Título                             | Notas                            |
| ---- | ---------------------------------- | -------------------------------- |
| 2011 | Gop-Stop                           | productor y escritor             |
| 2009 | Russia 88                          | productor                        |
| -    | Per rectum                         | productor                        |
| -    | Blood                              | productor                        |
| -    | Robotrip                           | productor                        |
| -    | Siberia - Bottomless Vial of Wishe | productor                        |
| -    | From the Forest by Сlick-Boutique  | productor                        |
| -    | RACE TO SPACE - Endless Dream      | productor                        |
| -    | RACE TO SPACE - Is This Home       | productor - con Víctor Gorbachov |

## Premios y nominaciones
| Año  | Categoría                     | Premio             | Películas   | Resultado |
| ---- | ----------------------------- | ------------------ | ----------- | --------- |
| 2017 | Best Actor                    | Golden Eagle Award | The Duelist | Nominado  |
| 2014 | Best Russian Hero of the Year | Georges Award      | Stalingrad  | Nominado  |